# Imaginisterna
Imaginisterna, Zweeds voor Imaginisten of Verbeelders, was een Zweedse kunstenaarsgroep in Malmö, die een alternatieve benadering zocht voor het surrealisme van bijvoorbeeld Salvador Dalí. De leden werden geïnspireerd door het werk van kunstenaars als Max Ernst en Paul Klee en door het abstract expressionisme.
De groep werd in 1945 opgericht en hield in 1955 op te bestaan.
Binnen de groep waren er contacten met de  kunstenaarsbeweging Cobra, waaraan de schilderstijl verwant was.

## Enkele leden
- Max Walter Svanberg
- Carl-Otto Hultén
- Anders Österlin
- Gösta Kriland
- Bertil Gadö
- Bertil Lundberg